# 90式艦対艦誘導弾
90式艦対艦誘導弾（きゅうまるしきかんたいかんゆうどうだん）は、日本が開発・配備した艦対艦ミサイル（対艦誘導弾）。別称はSSM-1B。
陸上自衛隊の地対艦ミサイルである88式地対艦誘導弾（SSM-1）の艦載型として開発され、海上自衛隊のミサイル艇と護衛艦に搭載されている。

## 概要
自衛隊は、対艦誘導弾をファミリー化して開発を行っている。航空機搭載の80式空対艦誘導弾（ASM-1）を基に、推進機関のジェット化により射程を延伸し、目標選択アルゴリズムやECCM能力が向上した地上発射式の88式地対艦誘導弾（SSM-1）が1988年に制式化され、陸上自衛隊が取得していた。SSM-1Bは、SSM-1の水上艦船搭載型であり、ミサイル本体部はSSM-1とほぼ同等である。

対艦誘導弾の発達・開発系譜

海上自衛隊が護衛艦に搭載していたハープーンの後継として位置づけられたこともあって、発射機架台や発射システムはハープーンとの共用性も重視され、同等の発射筒内に収められ、連装もしくは4連装の架台も共用される。発射管制システムも共用部があり、架台別にハープーンとの混載も可能である。ただし、射程はハープーン（ブロック1C）より長い。
ミサイルは、発射後、まずブースターにより初期加速されたのち、これを切り離して、シースキミング式の巡航に入る。中間誘導は慣性航法装置を用い、終端誘導はアクティブ・レーダー・ホーミングとなっている。このほか、地形回避飛行を行うSSM-1とは異なり、海上より発射されることから、発射後、直ちにシースキマーモードに入る。
開発試験に際しては、ハープーンとの共用化や初期速度獲得のためのブースター噴射炎の影響が試験されたが、ファミリー化のため、開発期間は4年ほどと短期であり、ほぼ同時に開発した91式空対艦誘導弾（ASM-1C）と合わせて、開発費は約57億円に抑えられている。

### 搭載艦船
- 1号型ミサイル艇（退役）（連装2基・最大4発搭載）
- むらさめ型護衛艦(二代目)（4連装2基・最大8発搭載）[3]
- はやぶさ型ミサイル艇（連装2基・最大4発搭載）
- たかなみ型護衛艦（4連装2基・最大8発搭載）
- あたご型護衛艦（4連装2基・最大8発搭載）
- あきづき型護衛艦(二代目)（4連装2基・最大8発搭載）
- あさひ型護衛艦(二代目)（4連装2基・最大8発搭載）
- まや型護衛艦（1番艦のみ・4連装2基・最大8発搭載）

## 後継誘導弾
SSM-1Bの後継となる17式艦対艦誘導弾が、2013年度（平成25年度）から2017年度（平成29年度）にかけて12式地対艦誘導弾の開発の成果を最大限に活用して開発された。SSM-1Bと比べて、射程の延伸、誘導精度の向上、目標情報の更新機能の追加が図られている。総開発経費見込みは約57億円。平成28年度計画で建造されたまや型護衛艦2番艦「はぐろ」（28DDG）より搭載された。

## 登場作品

### 小説
『超空自衛隊』
オーストラリアに災害派遣で向かうおおすみ型輸送艦「おおすみ」を護衛していた途中で第二次世界大戦時へタイムスリップする、たかなみ型護衛艦「さざなみ」に搭載されたものが、旧アメリカ海軍の戦艦や空母に対して使用される。
『日本国召喚』
海上自衛隊の艦対艦ミサイルとして登場。
パーパルディア皇国との戦争中に起きたエストシラント沖大海戦の際に第2護衛隊群・第4護衛隊群所属艦が25発を発射し、パーパルディア皇国海軍第3艦隊竜母艦隊を撃沈した他、海戦後半でたかなみ型護衛艦「たかなみ」が3発を発射してパーパルディア皇国海軍本部を爆砕する。その後のグラ・バルカス帝国との戦争では、第4護衛隊群の各艦がグラ・バルカス帝国海軍本国第52地方隊に対して発射する。
『ルーントルーパーズ 自衛隊漂流戦記』
異世界へ飛ばされた架空のイージス護衛艦「いぶき」の搭載兵器として登場。第2巻にて、2発が邪龍「レヴィアタン」に対して使用される。